# Arion
För andra betydelser, se Arion (olika betydelser).

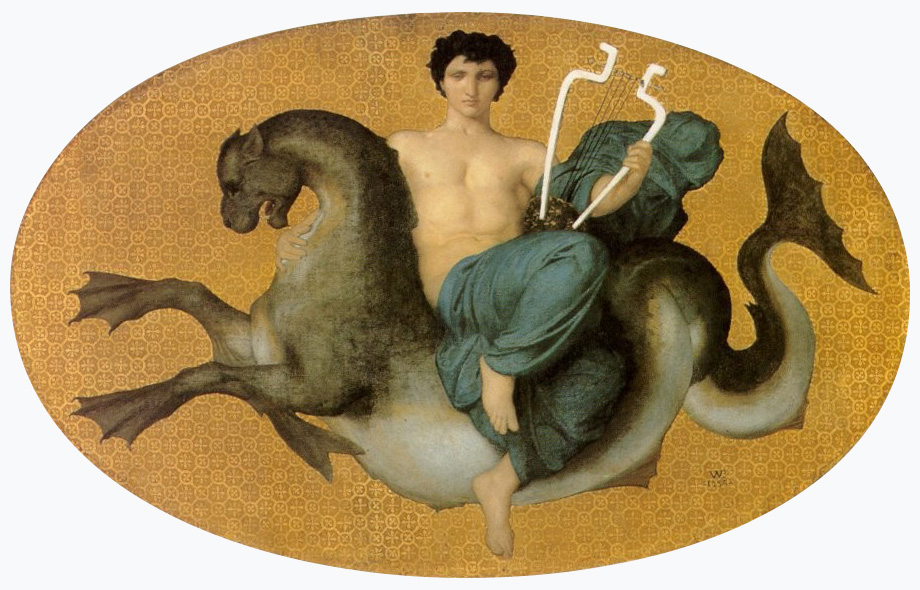
Arion på ett hästliknande havsdjur, av William-Adolphe Bouguereau (1855).

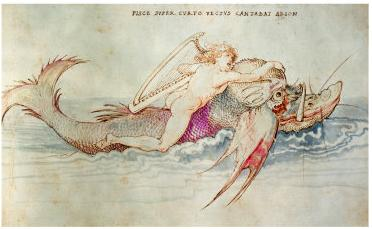
Arion rider en delfin, av Albrecht Dürer cirka 1514.

Arion (gammalgrekiska: Ἀρίων) var en poet och musiker som levde i antika Grekland, ungefär 600 f.Kr., född på Lesbos och verksam i Korinth. 

## Biografi
Arion beskrivs som sin tids skickligaste lyrspelare, så kallad kitarod, och brukar tillskrivas som skapare av den lyriska körgenren dityramb som ursprungligen sjöngs för att hylla Dionysos. Ekonomiskt stöddes han av envåldshärskaren Periander av Korinth och fungerade som hans hovmusiker. Trots Arions musikaliska nyskapande är han främst känd för en fantastisk myt, vilket blev till ett folkloristiskt motiv, där det berättas hur han på en seglats blev kastad över bord av besättningen, som ville lägga beslag på hans rikedomar, och hur han mirakulöst blev räddad av delfiner.

## Myten om Arion och delfinerna
Enligt Herodotos hade Arion besökt musiktävlingar i Italien och på  Sicilien, där han vunnit stora rikedomar. På resan tillbaka till Korinth sammansvärjde sig den giriga besättningen mot Arion för att döda honom och stjäla priserna. Arion fick välja mellan självmord och begravning, eller att kasta sig i havet. Arion bad då om att få sjunga en sista sång vilket beviljades. Han spelade på sin kithara och sjöng en lovsång till Apollon vilket fick delfiner att samlas runt skeppet. När Arion sedan kastade sig i havet blev han räddad av en av delfinerna som tog honom på ryggen och simmade till Greklands sydligaste spets Matapan, där delfinen utmattad dog på stranden. Arion berättade om händelsen för härskaren Periander som beordrade att delfinen skulle begravas och ett monument restes över denne. När besättningen senare återvände utfrågades de om händelsen av Periander vilket slutade med att de korsfästes. Delfinen och Arion placerades bland stjärnorna av Apollo och delfinen blev till stjärnbilden Delfinen.